# Ignacy Bator
Ignacy Bator ps. „Opór”, „Płot” (ur. 13 listopada 1916 w Drobnicach, pow. wieluński, zm. po 3 sierpnia1944 w Warszawie) – porucznik Polskich Sił Powietrznych w Wielkiej Brytanii, cichociemny, uczestnik powstania warszawskiego.  Zwykły Znak Spadochronowy nr 130, Bojowy Znak Spadochronowy nr 1625.

## Życiorys
Od 1923 uczył się w szkole powszechnej w Drobnicach, od 1926 w Radoszewicach, od 1928 w Osjakowie. Z powodu trudnych warunków bytowych w wieku dwunastu lat opuścił rodziców, pracował w Urzędzie Stanu Cywilnego w Osjakowie, następnie na dwuletniej praktyce w Zarządzie Gminy Radoszewice, później przez rok w tamtejszym Urzędzie Pocztowym.
Od listopada 1934 jako ochotnik na kursie rekruckim, następnie przydzielony do Pułku Radiotelegraficznego w Warszawie, od stycznia 1935 w Szkole Podoficerskiej. Po jej ukończeniu 23 grudnia 1935 awansowany na stopień kaprala. Od 15 września 1936 jako żołnierz nadterminowy, przygotowywał się do zdania egzaminu dojrzałości. Od września 1937 przeniesiony do rezerwy. Po pół roku bezskutecznego poszukiwania pracy, od 15 kwietnia 1938 w II Oddziale Sztabu Głównego WP jako radiooperator, przydzielony do grupy goniometrycznej, namierzającej obce radiostacje.
W kampanii wrześniowej przydzielony do Frontu Północnego. 18 września wraz ze Sztabem Naczelnego Wodza przekroczył granicę z Rumunią, następnie jako cywil pracował w oddziale propagandy Polskiego Radia, od 28 września wraz z oddziałem PR dotarł do Bukaresztu. Od 24 listopada 1939 w Menton (Francja), wstąpił do Polskich Sił Zbrojnych na Zachodzie pod dowództwem francuskim. Od 2 grudnia 1939 przydzielony do Centrum Lotniczego Sił Powietrznych w La Bourget.
Od 6 lutego 1940 w Wielkiej Brytanii, wstąpił do Królewskich Ochotniczych Sił Powietrznych w Centrum Szkolenia w Eastchurch, od 20 czerwca 1940 w 18 Jednostce Szkolenia Operacyjnego w Hucknall. Po przeszkoleniu na strzelca-radiooperatora oraz wstąpieniu do Polskich Sił Powietrznych, przydzielony do 301 dywizjonu bombowego Ziemi Pomorskiej.  Awansowany na stopień podporucznika ze starszeństwem od 16 lipca 1941. Odznaczony Virtuti Militari, czterokrotnie Krzyżem Walecznych. Po ukończeniu pierwszej tury operacyjnej przydzielony do 138 dywizjonu specjalnego RAF, w którym latał w lotach specjalnych SOE ze zrzutami do okupowanych krajów, w tym do Polski.
Zgłosił się do służby w Armii Krajowej w okupowanej Polsce. Przeszkolony ze specjalnością w dywersji oraz radiotelegrafii na kursach specjalnych dla kandydatów na cichociemnych, m.in. na kursie sztabów lotniczych w Londynie, kursie spadochronowym oraz odprawowym. Zaprzysiężony na rotę ZWZ/AK 27 maja 1942 w Londynie. 17 września 1942 odznaczony Zaszczytnym Krzyżem Lotniczym (Distinguished Flying Cross). Awansowany na stopień porucznika ze starszeństwem od 25 stycznia 1943.. 
Skoczył ze spadochronem do okupowanej Polski w nocy 25/26 stycznia 1943, w sezonie operacyjnym „Intonacja”,  w operacji lotniczej „Brace”, z samolotu Halifax DT-727 „K” (138 Dywizjon RAF). Start z lotniska RAF Tempsford, zrzut na placówkę odbiorczą „Chmiel” 103 (kryptonim polski, brytyjskie oznaczenie numerowe pinpoints), obok szosy Warszawa - Radom (13 km od Białobrzegów). Razem z nim skoczyli: por. Tadeusz Gaworski ps. Lawa, płk. Roman Rudkowski ps. Rudy oraz kurier Delegatury Rządu na Kraj kpr. Wiktor Czyżewski ps. Cap..
Po aklimatyzacji do realiów okupacyjnych przydzielony jako zastępca kierownika referatu łączności radiowej Wydziału Lotnictwa Oddziału III (operacyjnego) Komendy Głównej AK. Od kwietnia 1943 dowódca II rzutu łączności na czas Powstania Warszawskiego. W Powstaniu radiotelegrafista Wydziału Lotnictwa "Bociany" wraz z cichociemnymi: sierż. Władysławem Hauptmanem ps. Gapa oraz radiomechanikiem st. sierż Edwardem Kowalikiem ps. Ciupuś.
Dotąd sądzono, że zginął w walkach z Niemcami podczas powstania warszawskiego przy ul. Chałubińskiego. Według relacji Cichociemnego Władysława Hauptmana, z którym pracował na radiostacji, 5 sierpnia 1944 o godz. 11 wyszedł z jego bronią z miejsca nadawania radiostacji, udał się do gmachu Lardellego, który wkrótce opanowali Niemcy. Tam prawdopodobnie poległ w walce lub został zamordowany (patrz dokument na tej stronie). Został pochowany na Cmentarzu Wojskowym na Powązkach.

## Awanse
- kapral - 23 grudnia 1935
- podporucznik – ze starszeństwem od 16 lipca 1941
- porucznik – ze starszeństwem od 25 stycznia 1943

## Ordery i odznaczenia
- Krzyż Srebrny Orderu Virtuti Militari nr 9054
- Krzyż Walecznych (czterokrotnie)
- Złoty Krzyż Zasługi z Mieczami
- Distinguished Flying Cross
- inne odznaczenia